# Stephania erecta
Stephania erecta är en tvåhjärtbladig växtart som beskrevs av William Grant Craib. Stephania erecta ingår i släktet Stephania och familjen Menispermaceae. Inga underarter finns listade i Catalogue of Life.